# Connor McConvey
Connor McConvey (né le 20 juillet 1988 à Belfast) est un coureur cycliste nord-irlandais. Il a notamment été champion d'Irlande de VTT cross-country en 2009, succédant à Robin Seymour, vainqueur des quinze éditions précédentes. De 2010 à 2016, il a fait carrière sur route au sein des équipes continentales An Post-Sean Kelly (2010-2012), Synergy Baku (2013-2014), 3M (2015) et An Post-ChainReaction (2016).

## Palmarès
- 2008
  - 2e du championnat d'Irlande de VTT cross-country
- 2009
  -  Champion d'Irlande de VTT cross-country
  - 2e du championnat d'Irlande de cyclo-cross
- 2011
  - Suir Valley Three Day :
    - Classement général
    - 3e étape
- 2013
  - 2e de l'An Post Rás
  - 3e du championnat d'Irlande de cyclo-cross

## Classements mondiaux
| Année           | 2010 | 2011 | 2012 | 2013 | 2014 | 2015 | 2016 |
| --------------- | ---- | ---- | ---- | ---- | ---- | ---- | ---- |
| UCI Asia Tour   |      |      |      | 170e |      |      |      |
| UCI Africa Tour |      |      |      |      | 246e |      |      |
| UCI Europe Tour | 739e |      | 684e | 324e |      | 719e | 927e |